# Tipología de edificios

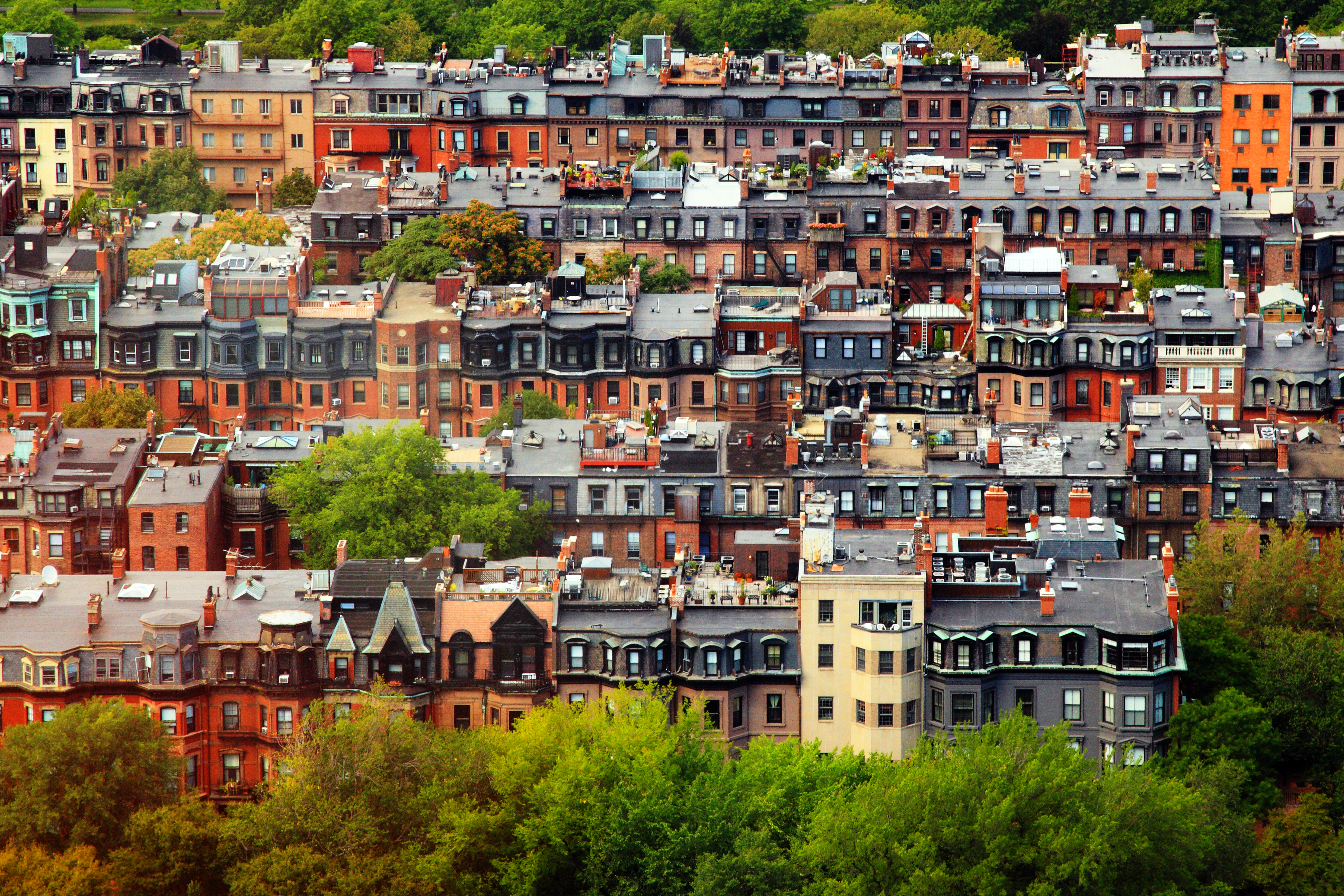
Los edificios en Back Bay son de uno o dos tipos muy comunes del periodo. Aunque los materiales y los estilos pueden ser muy diferentes.

La tipología de edificios refiere al estudio y documentación de un conjunto de edificios que tienen semejanzas en su forma. Hay dos maneras de ver el término tipología de edificios: el primero es comúnmente utilizado por los arquitectos y se refiere al uso del edificio; tipos de edificios comunes con esta definición son los hospitales, escuelas y centros comerciales; el segundo término, son tipos de edificios oficiales, que suelen ser edificios ordinarios en lugar de monumentos o edificios especializados. 
Un tipo de construcción, tal como una casa adosada, es un edificio que tiene una forma específica: situada entre otras dos, con hasta cuatro plantas de altura, y fachada a la calle. Muchas variantes de este tipo se encuentran en todo el mundo, cada una con diferentes configuraciones que son el resultado de los materiales locales, los hábitos, la época y la tecnología.
Documentar una tipología es el proceso de descubrir los elementos de similar forma. Normalmente los tipos se distinguen por su forma básica, configuración y escala, pero no por su estilo arquitectónico concreto, color, o incluso uso preciso. Y están relacionados con la época, la cultura, y el entorno en qué surgen.

## Historia
La idea de tipos de edificios surgió en parte de la idea general de la Ilustración de categorización, preludio de los descubrimientos científicos. 
Al principio, los tipos fueron tomados como modelos ideales que podrían ser copiados de diversas maneras. En este sentido los tipos se utilizaron comúnmente como formas (una basílica, por ejemplo), que se adaptó a través del tiempo en nuevos edificios con usos muy diferentes: de los foros romanos a las formas tempranas de iglesias (la Basílica de San Pedro), a las estaciones de tren del siglo XIX. El hecho de que estas formas son muy similares y derivan unas de otras es una importante manera de comprender las tipologías: los tipos han evolucionado con el tiempo y por tanto pueden transmitir un sentido de la historia o de la continuidad cultural.
La idea de tipos de edificios como configuraciones formales fue realzada por J.N.L. Durand, quien desarrolló dos importantes obras, la Parallele (1799), un gran y atractivo libro, que reproduce plantas, alzados y secciones de edificios históricos en la misma escala.
Él los clasifica por tipos formales, por lo que sus similitudes básicas podrían ser reconocidas. A raíz de este trabajo, Durand también creó un segundo libro que utiliza y reconfigura los elementos clásicos de la arquitectura: columnas, muros, etc., a fin de adaptarlos a nuevos usos. 
El sistema de Durand, un lenguaje de la arquitectura, demostró una característica esencial de los tipos: una forma de diseño que no era ni completamente libre de restricciones ni excesivamente prescritible.

## Documentando un tipo de edificio
La mayoría de edificios de cualquier ciudad pueden ser reconocidos como pertenecientes a un tipo de edificio. En los EE. UU., por ejemplo, existen varios tipos residenciales, tales como apartamentos, casas con jardín, y viviendas de gran altura.
Cada uno de estos puede tener muchos subtipos: incluso dentro de una zona de una ciudad pueden aparecer dos o tres tipos predominantes residenciales, como una pequeña casa de después de la Segunda Guerra Mundial o un rancho muy horizontal. Cualquier persona puede comenzar a identificar los tipos simplemente observando los edificios comunes en un lugar. Los diseñadores arquitectónicos y urbanos documentan los tipos más exhaustivamente, mediante su medición, datándoles, anotando cambios similares al tipo que surge con el tiempo, e identificando sus lugares recurrentes en la ciudad.

## Los usos de tipologías en la historia y en la práctica

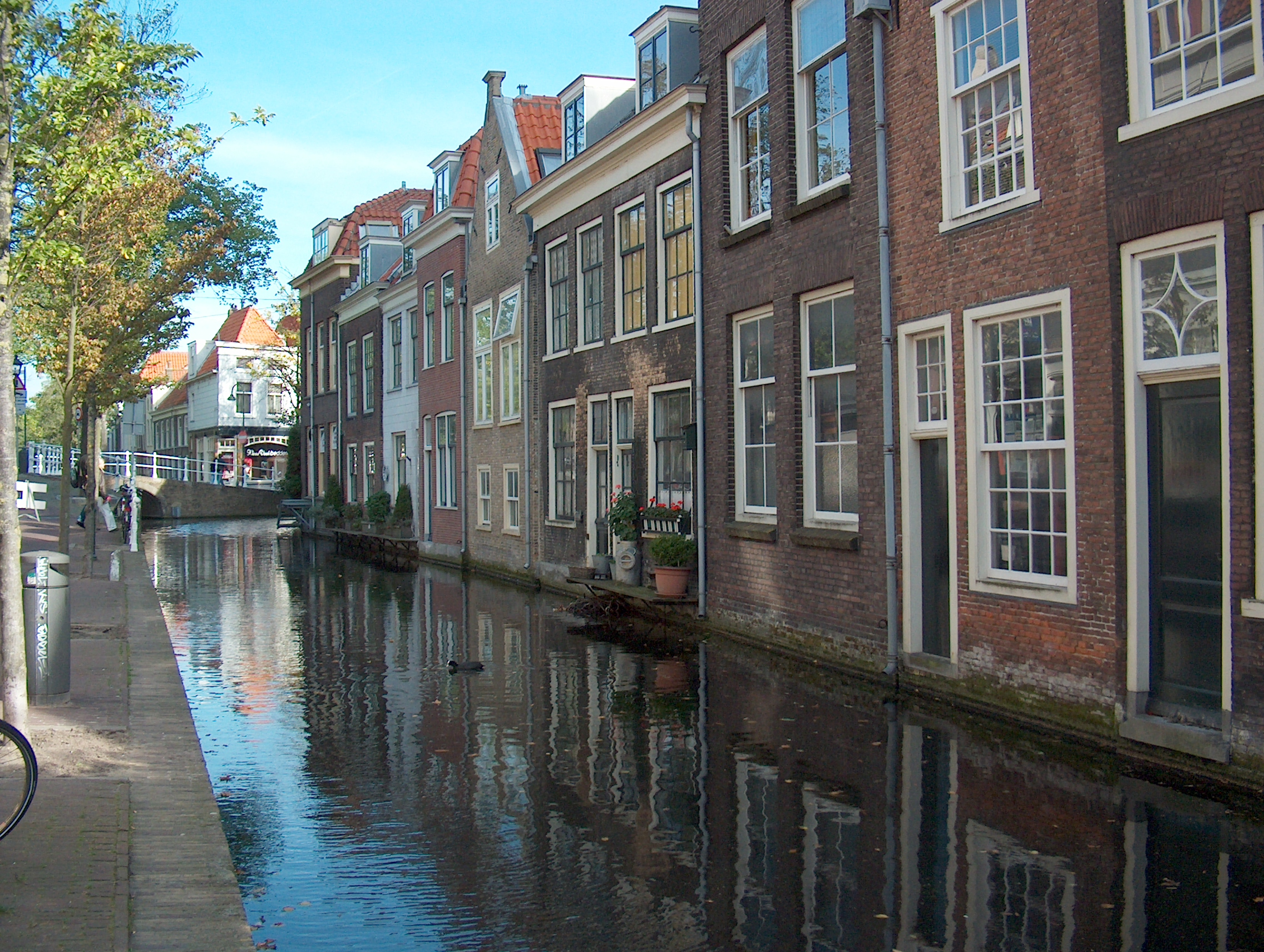
Casas a lo largo del canal en Delft de un tipo muy común en esta zona.

Los tipos de edificio son fundamentales para los arquitectos porque son un punto de partida para diseñar. Uno no necesita reinventar la forma si existe un tipo de edificio común, por ejemplo, un edificio de oficinas requerido. La mayoría de arquitectos desarrollan un sentido de tipos de edificios comunes con el tiempo, incluso sin reconocer su importancia. Los arquitectos saben las dimensiones aproximadas de espacios públicos y de circulación interna de la mayoría de los tipos. 
Esto les permite trabajar con rapidez para determinar las partes del diseño que son específicas: los materiales, la orientación, la estructura, las dimensiones específicas, entrada, etc.
Una escuela de pensamiento en Italia, dirigido por el difunto Salvador Muratori, reconoce la importancia de la tipología en proporcionar continuidad en la ciudad. 
Estos arquitectos han tenido una gran influencia en el reconocimiento de la función de los tipos para la arquitectura moderna, donde se anima, para los edificios más nuevos, a asimilar activamente muchas características tipológicas, sin imitar los estilos históricos.

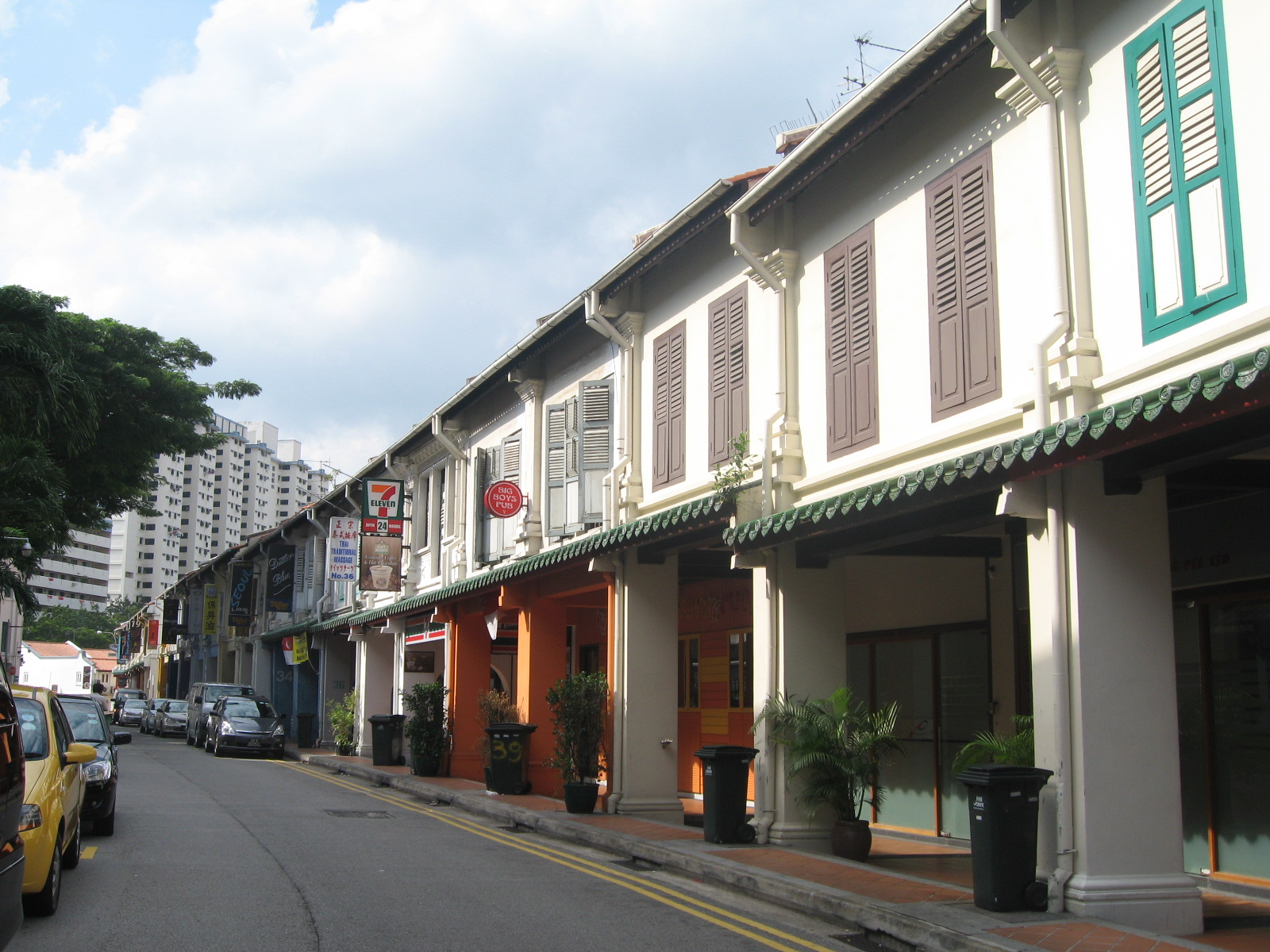
Un tipo común en Asia es el "shophouse" que tiene tiendas abiertas en planta baja y encima habitaciones para viviendas.

Historiadores, antropólogos e historiadores de arquitectura utilizan la documentación del tipo como una clave para otras características de una ciudad, por ejemplo, acontecimientos, control político, o cambios económicos. Como teoría, nos dice cuando un tipo evoluciona a lo largo de un período de tiempo, y esto es una indicación de que las condiciones en la ciudad han cambiado.
Anne Moudon documenta los cambios en los tipos de una plaza de Álamo para contar una historia arquitectónica, cultural y económica.
También identifica el bloque, la parcela y el patrón de calle como claves para la continuidad tipológica. Múltiples estudios que utilizan este método ha identificado tipos de edificio importantes, por ejemplo, 
casas-taller chinos, viviendas de Shanghai Shikumen, alojamientos de terraza en Gran Bretaña, edificios de patio en Francia, y las casas de patio que se encuentran en muchos climas cálidos. Los tipos de patio también son importantes en las mezquitas, centros comerciales, y algunos hoteles.

## Edificios tipo y diseño urbano
Los tipos comunes son los bloques de edificios de la ciudad. Normalmente, las calles de barrio y las parcelas están puestas de modo que el tipo común puede ser construido allí. Esto ocurre hoy en subdivisiones suburbanas, pero ha sido un patrón en la historia también. Esta combinación de tipos, calles y parcelas se llama tejido urbano, o una unidad de planeamiento. En esencia, el tejido urbano nace de la combinación en su mayoría de tipologías de vivienda, y últimamente de vivienda colectiva como solución a la compacidad y densidad de las ciudades, razón por la que su estudio arquitectónico y social se ha visto lanzado en España con masters y titulaciones propias como el Máster de Vivienda Colectiva de la ETH-UPM
Cuándo estudia una ciudad, un diseñador identifica los patrones de tejido comunes en el sitio y puede decidir enlazar a ellos, imitarlos, o reconocerles como históricos. Un movimiento de profesionales y teóricos urbanos de los EE. UU., Nuevo urbanismo, ha identificado la tipología de edificios como una clave para la definición de los lugares más agradables de usar. Al tratar de preservar los barrios o la construcción de otros nuevos, la construcción de tipos, una vez más, se convierte en los bloques de construcción de la ciudad, y puede ser codificado en la ley como códigos basados en formularios.